# Virginie Grimaldi
Pour les articles homonymes, voir Grimaldi (homonymie).
Virginie Grimaldi est une romancière française née en 1977.
En 2020, elle figure à la deuxième place du classement des dix romanciers français ayant vendu le plus de livres dans le pays, selon un palmarès du Figaro/GfK. Après son premier roman, Le Premier Jour du reste de ma vie, publié en 2015, elle enchaîne avec cinq autres titres, tous devenus des best-sellers. Plusieurs de ses ouvrages, notamment les premiers, sont qualifiés de chick lit et de littérature feel-good par certains médias.

## Biographie

### Débuts
Virginie Grimaldi naît en 1977 près de Bordeaux (Gironde). L'envie d'écrire lui vient en lisant les carnets de poèmes de sa grand-mère, et elle rédige un premier brouillon de roman à l'âge de huit ans,.
En 2009, elle crée le blog Femme Sweet Femme, dans lequel elle rédige des billets humoristiques sous le pseudonyme de « Ginie ». Ce blog gagne en popularité et lui permet de se lancer dans l'écriture de son premier roman,. Elle le ferme en 2018.
En 2014, elle reçoit le deuxième prix E-crire Aufeminin, parrainé par Tatiana de Rosnay, pour sa nouvelle intitulée La Peinture sur la bouche,.

### Carrière littéraire
Virginie Grimaldi publie son premier roman en 2015. Intitulé Le Premier Jour du reste de ma vie, il raconte l'histoire de Marie, une femme malheureuse qui décide de quitter son époux et de partir trois mois en croisière pour chercher le bonheur. Le magazine Biba salue une histoire drôle et légère, qui « fait du bien ». Le quotidien Sud Ouest estime que ce roman est un « pur exemple de la chick lit ». L'ouvrage sera un best-seller. La même année, elle signe chez les éditions Fayard.
En 2016, elle publie un deuxième roman, Tu comprendras quand tu seras plus grande. Dans ce livre, Julia, une psychologue malheureuse, reprend goût au bonheur en travaillant dans une maison de retraite du Sud de la France. Le quotidien belge L'Avenir le classe parmi ses dix livres feel-good et chick lit qui « font du bien », soulignant le style drôle, vif et addictif de Virginie Grimaldi. L'ouvrage sera lui aussi un best-seller, et les droits seront vendus pour un projet d'adaptation cinématographique.
En 2017 sort son troisième roman, Le parfum du bonheur est plus fort sous la pluie, où Pauline, à la suite de sa rupture avec son mari Ben, tente de le reconquérir en lui écrivant des lettres. Le journal Libération salue « une histoire bien ficelée […] dans la veine du roman feel good ou chick lit », ainsi que la sincérité et l'écriture touchante de Virginie Grimaldi, tout en déplorant des personnages caricaturaux. Le webzine Culturellement Vôtre applaudit les « volte-faces » des personnages, qui ne sont finalement pas ce qu'ils laissent paraître, ainsi que la sensibilité et la mélancolie se dégageant de l'ouvrage. Le magazine littéraire ActuaLitté salue également le fait que les personnages ne sont pas ce qu'ils semblent être : « avec simplicité et sincérité, l'auteure nous rappelle que chacun crée sa propre réalité ». L'ouvrage devient un best-seller et fait partie des douze romans sélectionnés pour le 48e prix Maison de la Presse.
En 2018, elle publie son quatrième roman, Il est grand temps de rallumer les étoiles (le titre est une référence aux Mamelles de Tirésias de Guillaume Apollinaire). Avant même la sortie du livre, elle en vend les droits pour une adaptation au cinéma. Consacrée aux relations mère-fille, l'histoire est racontée à travers le point de vue de trois femmes : Anna, mère divorcée rencontrant des difficultés financières, et ses filles : Lily (12 ans) et Chloé (17 ans). Le site Aufeminin applaudit le portrait de femmes « attachantes et universelles » et la capacité de Virginie Grimaldi à « surprendre le lecteur avec humour et délicatesse ». Libération estime que l'ouvrage présente « une note de roman feel good ou chick lit » et déplore les blagounettes « ad nauseam » de la cadette Lily, tout en soulignant la « jolie nostalgie » se dégageant du livre. Ce roman est lui aussi un best-seller.
En 2018, elle publie également Chère Mamie, recueil de « cartes postales » humoristiques, originellement postées sur Instagram et adressées à sa grand-mère. L'ensemble des bénéfices est reversé à l'association Cékedubonheur, qui organise des activités ludiques pour les enfants hospitalisés.
Selon le palmarès Le Figaro/GfK, Virginie Grimaldi était, en 2018, la deuxième auteure française la plus lue dans l'Hexagone, et figurait à la sixième place du Top 10 des romanciers ayant vendu le plus de livres sur le territoire national.
En avril 2019, afin d'expliquer l'image de superficialité de la littérature feel-good, dont elle fait partie, elle déclare au Parisien que les auteurs de ce genre ont collectivement « commis des erreurs » et confie elle-même ne pas avoir aimé ses premières couvertures et trouver certains de ses titres trop légers. Le Parisien estime d'ailleurs que Virginie Grimaldi s'éloigne des canons de ce genre littéraire dans son nouveau roman, l'auteure précisant à ce sujet : « Je déteste les histoires qui finissent trop bien. Je n'ai pas envie d'inspirer quelque chose de positif à tout prix ». Intitulé Quand nos souvenirs viendront danser, ce roman est publié en mai 2019. Tiré à 100 000 exemplaires, il se place rapidement en tête des ventes. Il raconte l'histoire de Marceline, 84 ans, décidée à défendre son quartier et ses voisins octogénaires des menaces d'un maire voulant tout raser et couchant par écrit sa vie, ses souvenirs et son combat,. Le Parisien remarque que Virginie Grimaldi « aborde des sujets aussi profonds que bouleversants », tels que la mort ou le vieillissement, et que « sa plume est de plus en plus légère, ses explorations de plus en plus intimes ». Il estime en outre que ce cinquième roman est son meilleur et le plus abouti. La même année, Virginie Grimaldi atteint la troisième place du Top 10 Figaro/GfK des romanciers français ayant vendu le plus de livres sur le territoire national en 2019, avec plus de 700 000 unités vendues.
Le 20 octobre 2020, elle publie Chère Mamie au pays du confinement dont les bénéfices profitent à l'AP-HP et qui fait suite à son roman Chère Mamie[réf. souhaitée].
Le 14 juin 2022, Virginie Grimaldi fait part de sa décision de quitter les éditions Fayard à la suite de la nomination d'Isabelle Saporta. Cette dernière est accusée de sacrifier l’indépendance de la société, propriété du groupe Hachette, sous l'influence de Nicolas Sarkozy et de Vincent Bolloré. La romancière écrit alors : « Mes valeurs et mes convictions ne sont plus en phase avec la direction que prend la maison ». En octobre, elle annonce rejoindre la maison Flammarion.
Le 15 décembre 2022, son roman Il est grand temps de rallumer les étoiles est élu « Livre favori des Français » par l'émission éponyme de France Télévisions, prix faisant voter plus de 100 000 lecteurs,.

## Publications

### Romans
- 2015 : Le Premier Jour du reste de ma vie, City Éditions, 288 p. (ISBN 978-2-8246-0539-5)
- 2016 : Tu comprendras quand tu seras plus grande, Paris, Fayard, 512 p. (ISBN 978-2-213-68744-5)
- 2017 : Le parfum du bonheur est plus fort sous la pluie, Paris, Fayard, 464 p. (ISBN 978-2-213-70473-9)
- 2018 : Il est grand temps de rallumer les étoiles, Paris, Fayard, 396 p. (ISBN 978-2-213-70970-3)
- 2019 : Quand nos souvenirs viendront danser, Paris, Fayard, 2019, 360 p. (ISBN 978-2-213-70983-3)
- 2020 : Et que ne durent que les moments doux, Paris, Fayard, 2020, 360 p. (ISBN 978-2-213-70984-0)
- 2021 : Les Possibles, Paris, Fayard, 2021, 378 p. (ISBN 978-2-213-71866-8)
- 2022 : Il nous restera ça, Paris, Fayard, 2022, 396 p. (ISBN 978-2-213-71708-1)
- 2023 : Une belle vie, Paris, Flammarion, 2023, 384 p. (ISBN 978-2-080-42371-9)
- 2024 : Plus grand que le ciel, Paris, Flammarion 2024, 332 p.  (ISBN 978-2-080-45070-8)
- 2025 : Les Heures fragiles, Paris, Flammarion, 2025, 336 p.

### Nouvelles
- 2014 : La Peinture sur la bouche — 2e prix « E-crire Aufeminin » [lire en ligne]
- 2016 : La Rencontre — écrit pour le magazine Elle [lire en ligne]

### Recueils
- 2018 : Chère Mamie, Le Livre de poche, 240 p. (ISBN 978-2-253-10079-9) — en coédition avec Fayard
- 2020 : Chère Mamie au pays du confinement, Le Livre de poche, 240 p. (ISBN 978-2-253-07868-5)
- 2023 : Virginie Grimaldi, Chère Mamie, tu vas rire, L.G.F - Le livre de poche, 2023 (ISBN 978-2-253-24880-4)

### Livres pour enfants

#### 2023, collection « Merveilles de France », Hachette jeunesse
- Les Créatures fantastiques de Brocéliande, illustrations de Flavie Pichot
- Le Village enfoui sous la dune du Pilat, illustrations de Marina Coudray
- Le Husky du mont Blanc, illustrations de Flavie Pichot
- Une carriole dans la Camargue, illustrations de Marina Coudray
- La Grande Vague du Mont-Saint-Michel, illustrations de Flavie Pichot
- Surprise à la grotte de Lascaux, illustrations de Marina Coudray
- Petit tour en baie de Somme, illustrations de Flavie Pichot
- Un anniversaire dans le maquis corse, illustrations de Marina Coudray
- Cache-cache dans les Vosges, illustrations de Flavie Pichot
- Chasse au trésor en Sologne, illustrations de Marina Coudray
- Le Volcan de la Soufrière, illustrations de Marina Coudray et Flavie Pichot

#### 2024, collection « Esprit Sportif », Hachette jeunesse
- Le Match de rugby, illustrations de Margaux Zinsner
- La Classe de ski, illustrations de Margaux Zinsner
- Le Cours de hip-hop, illustrations de Coralie Bruschi
- Le Tournoi de karaté, illustrations de Margaux Zinsner
- La Course de relais, illustrations de Coralie Bruschi
- La Leçon de natation, illustrations de Coralie Bruschi
- Le Saut en longueur, illustrations de Coralie Bruschi
- Initiation au surf, illustrations de Margaux Zinsner
- L'Entraînement de football, illustrations de Coralie Bruschi
- Le Gala de patinage, illustrations de Margaux Zinsner
- Les Rencontres d'aviron, illustrations de Coralie Bruschi
- Les Épreuves d'escrime, illustrations de Margaux Zinsner
- La Partie de beach-volley, illustrations de Coralie Bruschi
- Le Slalom en rollers, illustrations de Margaux Zinsner
- La Course de vélo, illustrations de Coralie Bruschi
- L'École de lutte, illustrations de Coralie Bruschi
- Le Club de tennis, illustrations de Margaux Zinsner
- Le Stage de tir à l'arc, illustrations de Margaux Zinsner
- Le Spectacle de gymnastique, illustrations de Coralie Bruschi
- Le Match de basket, illustrations de Margaux Zinsner

### Autres
- 2015 : Comment supporter belle-maman (ou la dézinguer le cas échéant), Solar, 141 p. (ISBN 978-2-263-07130-0)
- 2023 : Les Moments doux, La Boîte à Bulles, 144 p., illustrations de Valérie Guffanti, scénario de Vincent Henry  (ISBN 978-2-849-53477-9)